# Санъёдо
Санъёдо (яп. 山陽道 Санъё:до:, букв. «Регион светлых гор») — старая японская административная единица. Один из семи древних «путей» по системе Гокиситидо (VII век). Название «Регион светлых гор» происходит от его расположения с южной («светлой») стороны хребта Тюгоку, в отличие от «затенённых» северных склонов этих гор, где находится регион Санъиндо (яп. 山陰道 Санъиндо:, букв. «Регион тёмных гор»).

Карта Японии с выделенным регионом Санъёдо

Регион Санъёдо включает в себя следующие провинции:
- Харима (яп. 播磨国)
- Мимасака (яп. 美作国)
- Бидзэн (яп. 備前国)
- Биттю (яп. 備中国)
- Бинго (яп. 備後国)
- Аки (яп. 安芸国)
- Суо (яп. 周防国)
- Нагато (яп. 長門国)